# 별빛의 왈츠
〈별빛의 왈츠〉(일본어: 星影のワルツ 호시카게노와루츠[*])는 센 마사오의 여섯 번째 싱글이며, 1966년 3월 24일 발표되었다. (7" Vinyl: KA-39) 이 곡의 작사는 시로토리 세이고(白鳥園枝)가, 작곡은 엔도 미노루(遠藤実)가 맡았다. B사이드 곡은 〈그대 혼자〉(君ひとり 키미히토리[*])이며, 작사·작곡을 엔도 미노루가 담당했다. 당초에 A사이드 곡은 〈그대 혼자〉였다.
1966년 곡이 발매되며, 68년에 집계된 오리콘 차트에서 170만 장 이상의 판매량을 기록했다. 발매 당시에는 매출이 저조했으나, 1967년부터 유선 라디오 방송을 통해 인기를 얻었다. 오리콘 싱글 차트에서는 1968년 4월 29일에 8위를 차지하며 처음 10위권 내에 진입했고, 6월 3일에 이르러 1위를 차지했다. 이후 7월 8일부터 더 템터스의 〈에메랄드의 전설〉과 더 타이거즈의 〈시 시 시〉에 선두를 내주지만, 8월 19일에 다시 1위를 기록했다. 이 곡은 10월 7일까지 총 24주에 걸쳐 10위권내에 머물렀으며, 누적 판매량은 250만 장이다.
센은 〈별빛의 왈츠〉가 유선방송으로 인기를 끌었을 때, 당시 창간된지 얼마 되지 않았던 《종합예능시장조사》(지금의 컨피던스 지)의 랭킹에서 본인의 이름이 적혀있는 곳을 표시한 후, 표시된 부분을 보여주며 방송국을 전전했다고 한다. 오리콘 창업자인 코이케 소코(小池聰行)는 센이 오리콘을 홍보에 사용한 최초의 가수라고 말하고 있다.

## 수록곡
| #            | 제목                               | 작사            | 작곡         | 재생 시간 |
| ------------ | ---------------------------------- | --------------- | ------------ | --------- |
| 1.           | 〈〈별빛의 왈츠〉〉 (星影のワルツ) | 시로토리 세이고 | 엔도 미노루  | 3:33      |
| 2.           | 〈〈그대 혼자〉〉 (君ひとり)       | 엔도 미노루     | 엔도 미노루  | 3:05      |
| 총 재생 시간 | 총 재생 시간                       | 총 재생 시간    | 총 재생 시간 | 6:38      |